# Monsieur X
Monsieur X war das Pseudonym eines Mannes, der von 1975 bis 1977 mehr als ein Dutzend Anschläge auf das Schienennetz der Deutschen Bundesbahn in Baden-Württemberg entlang der Rheintalstrecke zwischen Bruchsal und Freiburg verübte. Der Attentäter versuchte, von der Deutschen Bundesbahn zuletzt 250.000 DM zu erpressen.
Bei den Anschlägen entstanden Sachschäden in Höhe von insgesamt mehreren Millionen DM. In einem Fall entgleiste ein Reisezug, wobei 19 Menschen zum Teil schwer verletzt wurden. Ein Hinweis führte im Februar 1978 schließlich zur Verhaftung eines Mannes, der in einem komplizierten Indizienprozess zu einer lebenslangen Freiheitsstrafe verurteilt wurde.
Die bis dahin folgenschwerste Serie von Anschlägen auf den Schienenverkehr in Deutschland nach dem Zweiten Weltkrieg führte zu großer Verunsicherung der Fahrgäste auf dem stark frequentierten Streckenabschnitt.
Der Fall gilt als einer der spektakulärsten Erpressungsversuche gegenüber der Deutschen Bundesbahn.

## Tathergang
Insgesamt dreizehn Anschläge wurden von Monsieur X, wie der Täter sich in seinen Bekennerschreiben selbst bezeichnete, verübt. Dabei durchschnitt er Oberleitungsdrähte, hängte u-förmige Bügel in den Leitungen auf und drehte Schwellenschrauben heraus, die die Schienen festhielten.

### Erste Anschläge
Im Oktober 1975 trat der Täter erstmals in Erscheinung. Bei zwei Sabotageakten stellte er auf freier Strecke Warnblinkleuchten auf und löste durch Drahtfallen Zwangsbremsungen der jeweiligen Züge aus. Den Vorfällen war ein erster Erpressungsversuch vorausgegangen, in dem der Täter 100.000 DM von der Deutschen Bundesbahn forderte und mit Zugentgleisungen und Zusammenstößen sowie einer Verdopplung der Summe drohte, falls die Deutsche Bundesbahn nicht auf seine Forderung eingehe.
Nach diesen Anschlägen signalisierte die Deutsche Bundesbahn mit einem in der Frankfurter Allgemeinen Zeitung erschienenen Inserat, welches den Decknamen „DB-Transport findet statt -- Ziegler 134 399“ trug, Bereitschaft, auf die Forderungen des Erpressers einzugehen. Zwei vom Täter angekündigte Telefonanrufe, die der Klärung der Übergabemodalitäten dienen sollten, blieben allerdings aus.

### Zugunglück bei Rastatt
Nach diesen ersten Sabotageakten dauerte es fast ein Jahr, bis der Täter wieder aktiv wurde. In der Nacht zum 25. August 1976 entfernte er auf einem wegen Bauarbeiten kurzzeitig gesperrten Streckenabschnitt in der Nähe von Rastatt insgesamt 80 Schienenbefestigungsschrauben. Ein Güterzug, der den Streckenabschnitt in den frühen Morgenstunden passierte, entgleiste daraufhin. Der Sachschaden belief sich allein in diesem Fall auf eine Million DM. Nach diesem Anschlag erhöhte der Täter seine Forderung auf 250.000 DM.

### Anschlagserie im Frühjahr 1977
Nach der Zugentgleisung bei Rastatt kam es bis April 1977 zunächst zu keinen weiteren Sabotageakten, doch dann folgte eine ganze Serie von Anschlägen. In vier Fällen entstanden durch abgesenkten Fahrdraht Schäden in Höhe von mehr als 100.000 DM an Elektrolokomotiven und Betriebseinrichtungen. Zuvor hatte der Täter Drahtseile durchschnitten, an denen Spanngewichte aus Beton hingen, die der Straffung der Oberleitungsanlage dienten.
In einem anderen Fall schraubte er einen Ausleger an einem Oberleitungsmast ab. Bei einem weiteren Anschlag löste er insgesamt 84 Schienenbefestigungsschrauben und verbog anschließend, vermutlich mit Hilfe eines Brecheisens, den Schienenstrang. In diesem Fall gab er jedoch rechtzeitig eine telefonische Warnung durch.
Bei mehreren anderen Anschlägen hängte er Stahlbügel in den Fahrdraht ein, in denen sich anschließend die Stromabnehmer von Elektrolokomotiven verfingen und die Oberleitung auf mehreren hundert Metern Länge herunterrissen. Die Polizei vermutete, dass er hierfür eine stark isolierte und teleskopartig ausziehbare Stange benutzte, um die Bügel in den Fahrdraht einzuklinken.

### Italia-Express
Am 17. Oktober 1977 verübte Monsieur X den bis dahin folgenschwersten Anschlag. Bei Riegel am Kaiserstuhl löste er in einem Gleisbogen an 33 Schwellen insgesamt 132 Schrauben vom Innengleis und verbog dieses anschließend. Der Fernzug Italia-Express Kopenhagen–Rom entgleiste kurz nach Mitternacht bei einer Geschwindigkeit von 140 km/h. Zwei der zwölf Wagen kippten um, 19 Menschen wurden zum Teil schwer verletzt.
Ein glücklicher Umstand verhinderte dabei eine größere Katastrophe: Der Zug hatte Verspätung. Wäre er pünktlich gewesen, wäre es zu einer Kollision mit einem entgegenkommenden Zug gekommen. In der Nähe des Unglücksortes fand die Polizei ein Bekennerschreiben, in welchem der Täter die Bundesbahndirektion Karlsruhe für das Unglück verantwortlich machte. Die Schadensumme der von ihm verübten Taten, die sich auf mittlerweile drei Millionen DM belief, kommentierte er mit den Worten: „Nun wird’s wesentlich billiger!“.

## Polizeiliche Ermittlungen
Bis Anfang Oktober 1977 hatte die ermittelnde Sonderkommission der Kripo Baden-Baden bereits 740 Aktenordner zu dem Fall angelegt. Bei den Ermittlungen war sie in erster Linie auf diejenigen Spuren angewiesen, die der Täter am Tatort zurückgelassen hatte, selbstgebasteltes Werkzeug und die auf einer Schreibmaschine verfassten Bekennerschreiben. Trotz vielfältiger Recherchen, so wurden bereits 2.200 Schriftproben von Schreibmaschinen analysiert, erwiesen sich die Ermittlungen als sehr schwierig.
Neben Fakten war die Polizei auf Mutmaßungen angewiesen. Sie ging von einer Person mit kräftiger Statur aus, die über handwerkliches Geschick verfüge und zudem mit Bahninterna vertraut sei. 500 aktive und pensionierte Mitarbeiter der Deutschen Bundesbahn waren bereits überprüft worden.
Die Staatsanwaltschaft Baden-Baden ermittelte unterdessen wegen  Mordversuchs, räuberischer Erpressung und gefährlichen Eingriffs in den Bahnverkehr.
Einmal streute der Täter gezielt Desinformationen, um die polizeiliche Ermittlungsarbeit in eine falsche Richtung zu lenken. Recherchen bei Industrie- und Handelskammern, bei Gerichtsvollziehern sowie Hausdurchsuchungen bei vier Verdächtigen blieben ergebnislos, nachdem der Täter zuvor behauptet hatte, er habe 80.000 DM Schulden, da sein Betrieb in Konkurs gegangen sei.
Trotz verstärkter Polizeipräsenz entlang der Strecke zwischen Mannheim und Basel sowie an den Bahnanlagen ging die Anschlagserie ungehindert weiter, der Täter konnte nicht gefasst werden. Bis Oktober 1978 wurden insgesamt 1.200 Personen und 3.000 Schreibmaschinen überprüft.
Da die polizeilichen Ermittlungen nach dem Anschlag auf den Italia-Express nicht weiterführten, wandte sich die Sonderkommission an das ZDF, das daraufhin am 20. Januar 1978 einen Fahndungsaufruf in der Fernsehsendung Aktenzeichen XY … ungelöst ausstrahlte. Spätestens zu diesem Zeitpunkt erfuhr der Kriminalfall bundesweite Beachtung.

## Erpresser- und Bekennerschreiben
Seine insgesamt elf Schreiben, die er an die Deutsche Bundesbahn schickte und die stets mit „Herzliche Grüße von Monsieur X“ unterzeichnet waren, enthielten teilweise sarkastische Kommentare.
Im ersten Erpresserschreiben, das im Oktober 1975 bei der Bundesbahndirektion Karlsruhe eingegangen und mit dem Wort „Erpressung“ überschrieben war, forderte er 100.000 DM und gab sein „Ehrenwort, diese Summe mit 7 Prozent Zins in spätestens einem Jahr zurückzuzahlen“.
Nach dem Anschlag auf den Italia-Express war die Polizei Hinweisen auf ein Fahrzeug nachgegangen. Daraufhin schrieb er Anfang November 1977 an die Bundesbahndirektion Karlsruhe einen Brief, der die Überschrift „Letzte Warnung!“ trug. Darin betonte er:

„Selbst der Dümmste müßte jetzt gemerkt haben, daß es ernst ist. Es ist völlig sinnlos, nach einem Auto zu suchen, denn Monsieur X fährt mit dem sichersten Verkehrsmittel der Gegenwart – der Eisenbahn. Denn wenn er drin sitzt, entgleist der Zug bestimmt nicht.“

Die von ihm gestellte Forderung nach einem Geldbetrag von zunächst 100.000, später 250.000 DM unterstrich er mit den Worten:

„Die Viertelmillion wird gegenüber den sonst zu befürchtenden Schäden eine Bagatelle sein … mehr als 250000 Mark will ich sowieso nicht, denn Geld verdirbt nur den Charakter.“

In einem anderen Schreiben, welches er vor der Bundestagswahl 1976 verfasste, hieß es: „Wählen Sie richtig, wählen Sie X, damit die Bundesbahn wieder sicherer fährt!“
Einmal schickte er der Deutschen Bundesbahn eine Aufwandsentschädigung in Höhe von 200 DM und fügte an: „Für die Spesen der Übergabe“. Dabei bezog er sich auf die Übergabe des von ihm geforderten Erpressergeldes.
In einigen Fällen bekannte er sich auch telefonisch zu den Taten.

## Festnahme
Der Verhaftung des Täters ging eine Verkettung von Zufällen voraus.
Im November 1977 hatte ein Junge in einem Straßburger Hotel einen Brief für einen „Herrn Ziegler“ hinterlegt; ein Deckname, den alle Briefe zwischen dem Täter und der Deutschen Bundesbahn trugen. Da der Hotelier im Gästebuch keinen Eintrag auf den Namen Ziegler fand und auch keine Anmeldung vorlag, schöpfte er Verdacht und informierte die französische Polizei, die den Brief daraufhin öffnete. Als der Mann den Brief abholte, folgte ihm der Hotelier und notierte das Kfz-Kennzeichen seines Autos.
Da es sich dem Wortlaut nach um einen Erpressungsversuch handelte, vermuteten die französischen Behörden einen möglichen Zusammenhang zwischen dem Schreiben und der Entführung des deutschen Arbeitgeberpräsidenten Hanns Martin Schleyer und gaben die Informationen an den baden-württembergischen Verfassungsschutz weiter. Da zu diesem Zeitpunkt große Teile der Polizei mit dem Entführungsfall Schleyer befasst waren, fand der Hinweis zunächst keine Beachtung in Verbindung mit den Eisenbahnanschlägen. Erst als ein Mitarbeiter im Januar 1978 den Fahndungsaufruf im ZDF sah, erhielt die Sonderkommission der Kripo Baden-Baden am 17. Februar 1978 einen Hinweis, welcher schließlich zur Ergreifung und Verhaftung des 52-jährigen Hermann Kraft aus Freiburg, Inhaber einer Handlung für Aquarienzubehör, führte. Warum Kraft sein eigenes Erpresserschreiben abholte, blieb bis zuletzt unklar.
Nach der Festnahme Krafts kam es zu keinen weiteren Anschlägen.

## Prozess

### Auftakt
Ein Jahr nach der Festnahme Krafts wurde im Februar 1979 im Rastatter Schloss der Prozess gegen den Angeklagten eröffnet. Den Vorsitz führte Franz Isak, Richter am Landgericht Baden-Baden.
Die Anklage war durch Oberstaatsanwalt Reiner Haehling von Lanzenauer, die Verteidigung durch die Rechtsanwälte Udo Kemptner und Jürgen Laubscher vertreten.
Hermann Kraft wurde wegen versuchten Mordes in 25 Fällen, versuchter räuberischer Erpressung und gefährlichen Eingriffs in den Bahnverkehr angeklagt.

### Beweisführung
Der Prozess gegen Monsieur X gilt als einer der spektakulärsten der deutschen Nachkriegszeit.

#### Ausgangssituation
Der Prozessverlauf war von Beginn an durch eine komplizierte Beweisführung gekennzeichnet, denn es gab keinen unmittelbaren Beweis, dass Hermann Kraft der gesuchte Monsieur X ist. Schwerwiegenden Indizien standen wenig glaubwürdige Zeugen, zweifelhafte Gutachten und teilweise wenig belastbare Indizien gegenüber.
Zeugen
Ein Verkäufer einer Freiburger Metallwarenhandlung, bei dem der Angeklagte Schrauben gekauft haben soll, konnte Kraft bei einer ersten Gegenüberstellung nicht identifizieren, erst Wochen später glaubte er, Kraft erkannt zu haben. Eine Karlsruher Hausfrau, die Kraft beim Verlassen einer Telefonzelle gesehen haben will, gab vor Gericht zu, bei zwei Gegenüberstellungen die falsche Person erkannt zu haben.
Zeugen, die den Angeklagten oder eine andere Person bei einem der Sabotageakte beobachtet hatten, gab es nicht.
Fehlendes Tatwerkzeug
Vierkanteisen, die die Polizei bei Durchsuchungen in Krafts Werkstatt fand, wiesen zwar die gleiche Beschaffenheit wie diejenigen Bügel auf, die der Täter bei der Manipulation der Oberleitungen einsetzte, Tatwerkzeug hingegen, welches Kraft eindeutig hätte überführen können, wurde ebenso wenig gefunden wie die drei Schreibmaschinen, mit denen der Erpresser die Schreiben erstellt hatte.
Ein Gleisbauschlüssel, mit dem er Schwellenschrauben gelöst haben muss, oder ein Wagenheber, mit dem er möglicherweise die Schienen verbog, blieben ebenso unauffindbar wie der Bolzenschneider, mit dem Spanndrähte gekappt worden waren. Auch eine ausziehbare Stange, mit der der Täter die u-förmigen Bügel in den Oberleitungen verankert haben könnte, wurde nicht entdeckt.
Blutgruppenanalyse
Eine Analyse der Speichelspuren an Kuverts und Briefmarken von fünf Erpresser-Briefen ergab zwar, dass sowohl Monsieur X als auch Hermann Kraft die Blutgruppe 0 haben, diese kommt allerdings bei ca. 37 % der Bundesbürger vor.
Sonagramm-Analyse
Die Sonagramm-Analyse, d. h. der Stimmabdruck-Vergleich von insgesamt sieben Bandmitschnitten der Polizei von Erpresser-Anrufen, erbrachte keine Gewissheit, da ein wichtiger Frequenzbereich fehlte. Hans Goydke von der Physikalisch-Technischen Bundesanstalt in Braunschweig stellte zumindest „im auswertbaren Bereich weitgehend Übereinstimmung“ fest. Dagegen hielt es der israelische Sonagramm-Experte Eyal Shy von der kriminaltechnischen Abteilung der Polizei in Jerusalem wegen der schlechten Tonqualität des Bandmaterials für unmöglich, eine bestimmte Schlussfolgerung zu ziehen".
Sprachanalyse
Edeltraud Knetschke vom Mannheimer Institut für Deutsche Sprache verglich Tonbandmitschnitte mit der Stimme Krafts und erkannte in beiden eine Mischung aus vier Sprachrichtungen. Neben einem thüringischen Basisdialekt auch Einflüsse aus den Räumen Mannheim/Saarbrücken sowie Freiburg/Schweiz und der Standardsprache. Übereinstimmungen, die zum Werdegang des im thüringischen Saalfeld geborenen Hermann Kraft, der 1952 über Umwege nach Freiburg kam, zwar passten, letztendlich aber nicht als zwingender Beweis gelten konnten.
Anschlagpause im Frühjahr 1976
Im Frühjahr 1976 verzeichnete die Polizei keine weiteren Anschläge. Dieser Zeitraum schien mit einer Erkrankung Krafts zusammenzufallen, wie er am 4. September im sechsten Brief an die Deutsche Bundesbahn selber schrieb. Ein Arzt, der im Prozess als Zeuge auftrat, bestätigte, dass Kraft zu dem Zeitpunkt am Ischiasnerv erkrankt war und sich einer Operation unterziehen musste.

#### Anklage
Die Beweisführung der Anklage beruhte auf folgenden Indizien:
Spielleidenschaft als Motiv
Spielleidenschaft war für die Staatsanwaltschaft das zentrale Motiv, das Kraft, ein leidenschaftlicher Roulette-Spieler, zu seinen Taten verleitet hätte. Kraft hatte zuvor behauptet, ein Gewinnsystem entwickelt zu haben, das allerdings hohe Einsätze voraussetze.
Mikrospuren
Mitarbeiter des wissenschaftlichen Dienstes der Stadtpolizei Zürich hatten mit Hilfe eines speziellen Staubsaugers winzige Partikel blauer Lackfarbe auf oxidroter Grundierung, grüngraue Eisenglimmerfarblacke mit mennigefarbener Grundierung sowie Algenklümpchen an Krafts Kleidungsstücken und in seinem Auto gefunden. Spuren, die auch an zwei Tatorten gefunden wurden. Die Polizei hatte anschließend 108 Lackproben genommen, wobei die vom Täter verwendete Lackart in den Proben nicht gefunden wurde. Oberstaatsanwalt von Lanzenauer sah in den nachgewiesenen Spuren den „Pfeiler der Anklage“.
Orthographische Eigentümlichkeiten
Eine vergleichende Stilanalyse, die der Mannheimer Professor für Germanistik, Dietrich Jöns, durchgeführt hatte, ergab zwar keine Gewissheit, dafür aber insgesamt 14 Übereinstimmungen zwischen Schreiben Krafts und den Erpresserbriefen.
So schrieb Kraft das Wort „Computer“ mit „K“ oder „so dass“ stets in einem Wort. Des Weiteren kürzte er das Wort „und“ gelegentlich mit „u.“ und „beziehungsweise“ entweder mit „bezw.“ oder „bzw.“ ab.

#### Verteidigung
Die Verteidigung zweifelte in erster Linie die Beweiskraft der Gutachten und Analysen an. Hermann Kraft argumentierte dagegen, nicht er selbst, sondern ein gewisser „Alfred Brockmann“, den er in der Baden-Badener Spielbank kennen gelernt habe, sei der gesuchte Monsieur X. Kraft sagte, er habe lediglich als Kurier und Mittelsmann für Brockmann, der sich ihm gegenüber als Privatdetektiv ausgab, dessen Adresse er aber nicht kenne, gedient. Gegen Honorar habe er gelegentlich Botengänge ausgeführt und Telefongespräche mit vorgefertigtem Text geführt, wobei sich ihm der Sinn dieser Gespräche nicht erschlossen hätte.
Gelegentlich habe er dem Mann auch sein Fahrzeug und Overalls überlassen sowie Zutritt zu seiner Werkstatt gewährt.
Auf das von der Staatsanwaltschaft angeführte Motiv der Spielleidenschaft entgegnete die Verteidigung, Kraft habe beim Glücksspiel lediglich geringe Summen eingesetzt.
Zu der nach den Angaben des Verkäufers aus der Metallwarenhandlung angefertigten Phantomzeichnung merkte die Verteidigung an, sie weise keinerlei Ähnlichkeiten mit dem Angeklagten auf.
Dem Hinweis, die Attentate hätten nach seiner Verhaftung aufgehört, widersprach Kraft mit der unwiderlegbaren Behauptung, der wahre Täter belaste ihn jetzt durch schlichte Untätigkeit.

### Urteil
Kraft, der bis zuletzt alle Vorwürfe bestritt, wurde nach zwölf Tagen Hauptverhandlung im März 1979  vom Vorsitzenden Richter Isak in allen Anklagepunkten schuldig gesprochen und zu einer lebenslangen Freiheitsstrafe verurteilt.  Die Staatsanwaltschaft hatte in ihrem Plädoyer eine Freiheitsstrafe von zweimal lebenslänglich gefordert, die Verteidigung auf Freispruch plädiert.

### Urteilsbegründung
Obwohl im Prozess insgesamt 82 Zeugen und 20 Sachverständige gehört wurden, blieb das Gericht bei der Beweisführung und dem Urteilsspruch letztendlich auf Indizien angewiesen. Die Schwurgerichtskammer des Landgerichts sah es dennoch als erwiesen an, dass Hermann Kraft mit dem Attentäter Monsieur X identisch sei.
In der einstündigen Urteilsbegründung führte Isak alle Indizien auf, die nach seiner Überzeugung für Hermann Kraft als Täter sprachen.
Das Gericht befand, dass die Stimme auf dem Tonband exakt der Tonfall, die Art des Sprechens und das kurze Lachen des Angeklagten sei. Die vier Sachverständigen hätten das Gericht in seiner Auffassung bestärkt. Zudem habe der Angeklagte einmal „Ich werde Sie bei der Zoll anrufen.“ gesagt, ein Fehler, wie er auch dem Erpresser unterlaufen war. Isak verwies auf insgesamt 20 Ähnlichkeiten und Übereinstimmungen auf den Tonbandaufzeichnungen und in den Briefen und betonte, dass angesichts dieser Häufigkeit nicht mehr von Zufällen gesprochen werden könne. Darüber hinaus verwies Isak auf die Spuren-Gutachten, die an Krafts Kleidung und in seinem Auto gefunden wurden, und sprach von einem knallharten, unbestechlichen Beweis. Zudem sei in Krafts Werkstatt exakt der Vierkantstahl für jene Bügel gefunden worden, die Monsieur X bei der Sabotage an den Oberleitungen verwendet hatte.
Andere Indizien wie etwa die Tatsache, dass der Angeklagte nach Anlaufen der Fahndung sein Äußeres veränderte und während der Hauptverhandlung von einem Schlauchboot sprach, von dem nur er wissen konnte, wenn er den Inhalt des Straßburger Erpresserbriefes kannte, spielten für Isak bei der Urteilsbegründung fast schon eine untergeordnete Rolle.
Der Version des Angeklagten, er habe im Auftrag des Privatdetektivs gehandelt, schenkte das Gericht keinen Glauben, da eine Person mit dem Namen Alfred Brockmann nicht existiere.
Angesichts der Spielleidenschaft des Angeklagten, der billigend zahlreiche Menschenleben riskiert habe, um sein „todsicheres“ Roulette-System zu finanzieren, schloss Isak jede Art von mildernden Umständen bei der Höhe des Strafmaßes aus.

#### Revision
Die Verteidigung legte gegen das Urteil Einspruch ein, da die Gutachten ihrer Auffassung nach zu viele Zweifel offengelassen hätten. Am 30. August 1979 verwarf der Bundesgerichtshof in Karlsruhe die Revision der Verteidigung und erklärte das Urteil für rechtskräftig.
Später wurde Kraft eine Verkürzung seiner Haftzeit auf 18 Jahre gewährt.

#### Offene Fragen
Trotz der Last an Indizien blieben Fragen offen, die sich der Argumentationslogik der Anklage entzogen:
- Die Frage, warum der Angeklagte, der den Brief in dem Straßburger Hotel abgeholt hatte, sich der potenziellen Gefahr ausgesetzt hatte, enttarnt zu werden.[6]

- Die Frage nach einer Übernachtungsquittung eines jugoslawischen Gasthofs, die die Polizei bei einer Wohnungsdurchsuchung des Angeklagten fand und die auf einen Tag im September 1977 datiert war. Genau an diesem Tag war bei der Bundesbahndirektion Karlsruhe ein Bekenneranruf eingegangen. Kraft behauptete, die Quittung sei für ihn zu Beginn einer Jugoslawien-Reise ausgestellt worden.[6]

### Haftzeit
Kraft saß in den Justizvollzugsanstalten Stuttgart-Stammheim, Bruchsal und Diez ein. In der Haft schrieb Kraft eine Dokumentation mit dem Titel „Die immer erfolgreiche Justiz“ und einen Roman mit dem Titel „Die Mondschein-Attentäter“.
Im Juni 1993 wies ein Oberlandesgericht eine Beschwerde Krafts ab, mit der er sich für eine Verkürzung seiner Haftzeit von 18 auf 16,5 Jahre einsetzte.
Am 7. September 1993 konnte Hermann Kraft aus der Justizvollzugsanstalt Diez fliehen. Dabei nutzte er einen Freigang in der Anstaltsgärtnerei zur Flucht. Wenige Tage später schrieb er unter dem Absender „Hermann Kraft, Gefangener a. D. von JVA Diez“ einen Brief an die Anstalt, in dem er beteuerte, er sei unschuldig. Sechzehneinhalb Jahre Haft habe er hingenommen, doch achtzehn Jahre seien „zuviel“. Später sagte Kraft, er sei nicht geflohen, sondern „einfach weggelaufen“. Er habe in bereits gelockertem Vollzug in der Anstaltsgärtnerei gearbeitet.
Nach eigenen Angaben hat Kraft in der Folgezeit bei Freunden geschlafen und gelegentlich gearbeitet. Als ihm das Geld ausging, habe er beschlossen, sich zu stellen.
Anfang Februar 1996 bat Kraft an der Justizvollzugsanstalt Freiburg darum, wieder inhaftiert zu werden. Entlassen wurde er Ende der 1990er Jahre.

### Nach der Haft
Nach der Haftentlassung überarbeitete Kraft das Manuskript für sein Buch, das jedoch von keinem Verlag angenommen wurde. Ende 2007 wohnte er in einem kleinen Ort im Breisgau und beteuerte in einem Gespräch mit einem Journalisten erneut seine Unschuld. Er habe Botengänge für den eigentlichen Täter, einen „Privatdetektiv Alfred Brockmann“, ausgeführt. Dieser habe ihm suggeriert, dass es um die Jagd auf Verbrecher gegangen sei. Kraft starb 2015.

## Sonstiges
- Der die Ermittlungen leitende Oberstaatsanwalt von Lanzenauer schrieb über den Fall später ein Buch, welches beim Justizministerium von Baden-Württemberg Bedenken hervorrief. Von Lanzenauer hatte das Buch ohne Absprache mit der Behörde geschrieben. Das Ministerium sah Parallelen zum Fall des Soldatenmordes von Lebach, der verfilmt und dessen Ausstrahlung durch das Bundesverfassungsgericht im sogenannten Lebach-Urteil untersagt wurde, da Persönlichkeitsrechte von einer der beteiligten Personen verletzt wurden.[10]

- Der Straßburger Hotelier Fernand Anolde, der den entscheidenden Hinweis Nr. 2498[3] zur Ergreifung des Täters gab, erhielt eine Belohnung in Höhe von 110.000 DM, wobei die Deutsche Bundesbahn allein 100.000 DM auszahlte, der restliche Betrag entfiel auf die Staatsanwaltschaft[10]

- Eine Illustrierte bot Kraft eine hohe Geldsumme für seine Lebensgeschichte unter der Bedingung, dass er vorher gestehen müsse, Monsieur X zu sein und die Straftaten begangen zu haben.[1]

- Die Anschlagserie diente später auch dem Eisenbahnattentäter „Herbert der Säger“, der in den 1990er Jahren mit ähnlichen Anschlägen die Deutsche Bundesbahn erpresste, als Vorbild.[4]

- Der Fall wurde Ende 1996 im Rahmen von Eduard Zimmermanns neunteiliger Reihe Verbrechen, die Geschichte machten bei Sat.1 ausgestrahlt. Wolf-Dietrich Sprenger spielte dabei Monsieur X,  Günther Schramm in der Rolle des Kriminalrat Kielmeier.[15][16]

- Kraft ist Vater eines Sohnes. Nach eigenen Angaben wurde seine Ehe im Jahr nach seiner Verurteilung geschieden.[8]